# Campionati europei di canoa/kayak sprint 2010
I Campionati europei di canoa/kayak sprint 2010 sono stati la 22ª edizione della manifestazione. Si sono svolti a Trasona, in Spagna.

## Medagliere
| Pos.   | Paese       | Oro | Argento | Bronzo | Totale |
| ------ | ----------- | --- | ------- | ------ | ------ |
| 1      | Germania    | 6   | 4       | 5      | 15     |
| 2      | Ungheria    | 6   | 4       | 2      | 12     |
| 3      | Regno Unito | 4   | 0       | 1      | 5      |
| 4      | Bielorussia | 3   | 2       | 3      | 8      |
| 5      | Lituania    | 2   | 0       | 0      | 2      |
| 6      | Russia      | 1   | 4       | 2      | 7      |
| 7      | Azerbaigian | 1   | 1       | 0      | 2      |
| 8      | Romania     | 1   | 0       | 1      | 2      |
| 9      | Spagna      | 0   | 3       | 3      | 6      |
| 10     | Francia     | 0   | 2       | 0      | 2      |
| 11     | Polonia     | 0   | 1       | 3      | 4      |
| 12     | Slovacchia  | 0   | 1       | 1      | 2      |
| 13     | Svezia      | 0   | 1       | 0      | 1      |
| 13     | Ucraina     | 0   | 1       | 0      | 1      |
| 15     | Portogallo  | 0   | 0       | 1      | 1      |
| 15     | Danimarca   | 0   | 0       | 1      | 1      |
| 15     | Rep. Ceca   | 0   | 0       | 1      | 1      |
| Totale | Totale      | 24  | 24      | 24     | 72     |

## Podi

### Uomini
| Evento    | Oro                                                                    | Tempo     | Argento                                                                                 | Tempo     | Bronzo                                                         | Tempo     |
| Canoa     |                                                                        |           |                                                                                         |           |                                                                |           |
| C1 200 m  | Jevgenij Shuklin                                                       | 40"031    | Jurij Čeban                                                                             | 40"305    | Ivan Shtyl                                                     | 40"334    |
| C1 500 m  | Dzianis Harasha                                                        | 1'48"259  | Mathieu Goubel                                                                          | 1'49"876  | Tomasz Wylenzek                                                | 1'50"489  |
| C1 1000 m | Sebastian Brendel                                                      | 3'59"106  | Mathieu Goubel                                                                          | 3'59"996  | Pál Sarudi                                                     | 4'00"786  |
| C1 5000 m | Ronald Verch                                                           | 23'10"386 | Jose Luis Bouza                                                                         | 23'18"546 | Marian Ostrcil                                                 | 23'20"018 |
| C2 200 m  | Lituania Raimundas Labuckas Tomas Gadeikis                             | 35"940    | Russia Ivan Shtyl Evgeny Ignatov                                                        | 36"322    | Bielorussia Dzmitry Rabchanka Aliaksandr Vauchetski            | 37"096    |
| C2 500 m  | Romania Alexandru Dumitrescu Victor Mihalachi                          | 1'38"642  | Azerbaigian Sergiy Bezugliy Maksym Prokopenko                                           | 1'38"825  | Bielorussia Dzmitry Rabchanka Aliaksandr Vauchetski            | 1'39"017  |
| C2 1000 m | Azerbaigian Sergiy Bezugliy Maksym Prokopenko                          | 3'34"115  | Russia Alexey Korovashkov Ilya Pervukhin                                                | 3'34"745  | Romania Alexandru Dumitrescu Victor Mihalachi                  | 3'34"930  |
| C4 1000 m | Russia Pavel Petrov Aleksandr Kostoglod Kirill Shamshurin Maxim Opalev | 3'17"363  | Bielorussia Dzmitry Vaitsishkin Dzmitry Rabchanka Dzianis Harazha Aleksandr Vauchetskiy | 3'18"438  | Germania Tomasz Wylenzek Chris Wend Erik Rebstock Ronald Verch | 3'19"084  |
| Kayak     |                                                                        |           |                                                                                         |           |                                                                |           |
| K1 200 m  | Ed McKeever                                                            | 35"580    | Ronald Rauhe                                                                            | 35"747    | Piotr Siemionowski                                             | 36"127    |
| K1 500 m  | Tamás Szalai                                                           | 1'38"072  | Anders Gustafsson                                                                       | 1'38"881  | Max Hoff                                                       | 1'39"062  |
| K1 1000 m | Max Hoff                                                               | 3'33"018  | Aleh Yurenia                                                                            | 3'34"148  | René Holten Poulsen                                            | 3'35"228  |
| K1 5000 m | Aleh Yurenia                                                           | 19'55"607 | Max Hoff                                                                                | 19'58"904 | Ilya Medvedev                                                  | 20'16"564 |
| K2 200 m  | Regno Unito Liam Heath Jonathon Schofield                              | 31"872    | Spagna Saúl Craviotto Carlos Pérez Rial                                                 | 31"910    | Ungheria Rudolf Dombi István Beé                               | 32"202    |
| K2 500 m  | Bielorussia Vadzim Machneŭ Raman Pjatrušėnka                           | 1'28"818  | Spagna Saúl Craviotto Carlos Pérez Rial                                                 | 1'29"258  | Portogallo Emanuel Silva João Ribeiro                          | 1'29"658  |
| K2 1000 m | Germania Andreas Ihle Martin Hollstein                                 | 3'11"283  | Ungheria Zoltán Kammerer Ákos Vereckei                                                  | 3'12"198  | Spagna Diego Cosgaya Noriega Emilio Merchán Alonso             | 3'13"843  |
| K4 1000 m | Germania Norman Bröckl Marcus Groß Tim Wieskötter Hendrik Bertz        | 2'54"016  | Ungheria Tamás Szalai Rudolf Dombi Gergely Hadvina Roland Kökény                        | 2'54"961  | Rep. Ceca Ondrej Horsky Jan Soucek Daniel Havel Sterba Jan     | 2'55"316  |

### Donne
| Evento    | Oro                                                                        | Tempo     | Argento                                                           | Tempo     | Bronzo                                                                         | Tempo     |
| Kayak     |                                                                            |           |                                                                   |           |                                                                                |           |
| K1 200 m  | Nataša Janić                                                               | 40"405    | Marta Walczykiewicz                                               | 40"505    | Teresa Portela Rivas                                                           | 40"591    |
| K1 500 m  | Danuta Kozák                                                               | 1'49"010  | Katrin Wagner-Augustin                                            | 1'49"250  | Rachel Cawthorn                                                                | 1'49"564  |
| K1 1000 m | Rachel Cawthorn                                                            | 3'58"346  | Franziska Weber                                                   | 4'00"806  | Beata Mikołajczyk                                                              | 4'01"276  |
| K1 5000 m | Lani Belcher                                                               | 22'22"457 | Tamara Csipes                                                     | 22'29"359 | Maryna Paltaran                                                                | 22'33"297 |
| K2 200 m  | Ungheria Nataša Janić Katalin Kovács                                       | 37"668    | Slovacchia Ivana Kmetová Martina Kohlová                          | 38"059    | Germania Fanny Fischer Carolin Leonhardt                                       | 38"090    |
| K2 500 m  | Ungheria Nataša Janić Katalin Kovács                                       | 1'39"627  | Russia Anastasia Sergeeva Juliana Salakhova                       | 1'40"190  | Polonia Ewelina Wojnarowska Marta Walczykiewicz                                | 1'41"678  |
| K2 1000 m | Ungheria Tamara Csipes Gabriella Szabó                                     | 3'34"659  | Russia Anastasia Sergeeva Juliana Salakhova                       | 3'36"254  | Germania Tina Dietze Carolin Leonhardt                                         | 3'38"769  |
| K4 500 m  | Germania Nicole Reinhardt Katrin Wagner-Augustin Tina Dietze Fanny Fischer | 1'30"719  | Ungheria Dalma Benedek Danuta Kozák Tamara Csipes Gabriella Szabó | 1'30"805  | Spagna Teresa Portela Rivas Jana Smidakova Beatriz Manchón Sonia Molanes Costa | 1'32"914  |